# 歯冠継続歯
歯冠継続歯（しかんけいぞくし、post crown、dowel crown）とはう蝕により歯冠が崩壊し、歯根のみになった歯に対して行われる補綴物をいう。クラウンの一種。一般に差し歯（さしば）と呼ばれている。
根管充填を終えた後、根管にポストを形成する。1回の印象で全体を作成する方法と1回目の印象でコアのみを作成し、コアの合着が完了した状態で2回目の印象を行い作成する方法とがある。